# دانشکده دندانپزشکی بجنورد
دانشکده دندانپزشکی بجنورد یکی از دانشکده‌های دندانپزشکی ایران وابسته به دانشگاه علوم پزشکی خراسان شمالی در بجنورد است.

## تاریخچه
دانشکده دندانپزشکی خراسان شمالی در سال ۱۳۹۱ با ۲۸ دانشجو بنیانگذاری شد. در سال ۱۳۹۸ ساختمان جدید دانشکده در پردیس دانشگاه بازگشایی شد. هم‌اکنون ریاست این دانشکده را دکتر رضا مهرآرا برعهده دارد.
این دانشکده از ساختمانی نو و تجهیزات دندانپزشکی مطلوبی برخوردار است. در کلینیک این دانشکده خدمات دندانپزشکی توسط دانشجویان زیر نظر اساتید به مراجعه‌کنندگان ارائه می‌شود.